# 101 (barco)
El 101 (o también conocida como: Whaleback Barge 101) era una gabarra estadounidense que generalmente era remolcada por un carguero a vapor o un remolcador. Fue importante ya que fue el primer carguero ballenero construido. Tenía una eslora de 178 pies, una manga de 25,1 pies y un puntal de 12,7 pies.

## Historial
101 fue construida por American Steel Barge Company de Duluth, Minnesota, mientras que su proa cilíndrica y popa fueron construidas por Pusey & Jones Shipbuilding Company de Wilmington, Delaware. Fue botado como el casco «n-°101» el 23 de junio de 1888. Hay una historia de que cuando el 101 estaba siendo botado en Duluth la esposa de McDougall, Emmelin le dijo a su cuñada: «Ahí va nuestro último dólar». Esto se debió a que McDougall tuvo problemas para encontrar inversionistas para este barco inusual. Sin inversionistas, tuvo que gastar su propio dinero en construir y financiar la construcción de estos barcos.
En 1889, la American Steel Barge Company de Superior, Wisconsin, alargó al 101 a 191 pies de eslora. Encallaria en Lime Kiln cercas de Detroit en abril de 1892 e inmediatamente se llenó de agua, Los trabajadores comenzaron a repararla poco después del incidente.
En 1903 fue vendido a Barret Manufacturing Company para el servicio marítimo. En 1906, la Coast Transit Company de Nueva Jersey la adquiriría. 

## Hundimiento
El 3 de diciembre de 1908, 101 estaba siendo remolcada por el remolcador John Hughes cuando se perdió con todos sus tripulantes a 30 millas al norte de Seal Island. Se dirigía a Halifax, Nueva Escocia, con un cargamento de alquitrán en el momento de la pérdida.